# 宙太
宙太（ちゅうた）は日本の歌手、作詞家 、作曲家、構成作家、プロデューサー。ツインボーカルの『宙太＆あいびぃ』の一人。

## 略歴
シンガーソングライター、バンド等での活動後、女優のあいびぃと出会いツインボーカルの『宙太＆あいびぃ』を結成する。
西武百貨店等の各デパート施設、レストラン等とのコラボイベント（ディナーショー）も企画、参加し、大手カー用品販売店のオートウェーブの店内テーマ曲を提供するなど各企業とタイアップもし始め、 人材派遣会社や、結婚式場などのTVコマーシャルに楽曲を提供する等、（自身もそのコマーシャルに出演する）メディアでも活躍。
その一方で、ボランティアイベントで老人ホーム、学校などでコンサートを開いたりする他、町おこしの実行委員会に入り地域活性に務め、活動地域も関東から中部、関西と幅広いエリアで活動するようになる。
ギターメーカーからのモニターの依頼により、世界的に有名なヤイリギター（K.Yairi）、そして老舗ギターメーカーのAriaギターからギターを提供され（ヤイリギター3本、Ariaギター1本）、楽器フェアなどにも出演している 。
『宙太＆あいびぃ』のギター&ボーカルとしての活動の他にはインターネットTV番組も手掛けるようになり音楽以外の分野にも進出し、やがて『宙太＆あいびぃ』は2007年に解散。※現在は再結成している。
解散後はソロ活動と共に、他アーティストへ楽曲を提供をしたり、自身もNTTドコモ企業向けドラマに『It's a happy day』が起用されたり、海外でのライブを行う等インターナショナルな活動もする一方で、島根県雲南市のバックアップにより童謡を作り、歌ったり、月刊誌にてコラムを掲載するなど広く活動をしている。2010年よりレインボータウンFMにて『宙太の一番星』という番組をスタートさせDJを務めた他、モノマネタレントのゆうたろう氏の『ゆうたろうの歌エンタ』(ラジオ日本)では、構成作家、音楽担当をしながらアシスタントとしても出演する。
絵本でヒットした『おまえうまそうだな』の映画が2010年の秋から全国公開され、（子供店長でおなじみの加藤清史郎などが声優に挑戦している）その映画の中で挿入歌を担当。

### その他
国際フォーラムで行われたミュージカル『赤毛のアン』にも牧師役で出演している。

### 現在
現在は広い人脈を基にキャスティング会社を運営。

## 人物
好きな食べ物はチョコレート。嫌いな食べ物は肉。

## 出演

### テレビ
- 『筑紫哲也のニュース23』（TBS）
- 『ビスケットランド』(テレビ大阪)
- 『しゃべり場』(NHK)
- 『あいきゃっち』（キャッチTV ）
- 『カラオケグランプリ“ゲスト”』（千葉テレビ）
- 『サラサラサラダ』（NHK）
- 『あいっちゅ』
- 『STAR WAY TV』

### CM
- 人材派遣会社　ライフワーク株式会社
- 結婚式場　サクラヒルズ（川上別荘）
- 結婚式場　海陽館
- 居酒屋 つぼ八 居酒屋
- NTTドコモ 『企業向けPRドラマ』
- 通信会社 GVC
- 引っ越し会社 カネヒロ
- IT企業 ビズプランニング
- 化粧品メーカー クリオネーゼ

### ラジオ
- 『ROCK RUSH RADIO』（ラジオ日本）
- 『若林健治の元気なモーニング』（ラジオ日本）
- 『路上魂』（BAY FM）
- 『才能ブレイクRadio』（FM東京）
- 『THE BURRN』（FM豊橋）
- 『pitch beat street』（ピッチFM）
- 『トワイライトアベニュー』（フラワーラジオ）
- 『耳が恋した』（FM宮崎）
- 『宙太の一番星』（レインボータウンFM）
- 『ゆうたろうの歌エンタ』（ラジオ日本）

### 映画
- 『おまえうまそうだな』（挿入歌）

### 演劇
- 『赤毛のアン』（国際フォーラム） - 牧師 役

### ナレーション
- 『鹿児島環境博物館』

### 雑誌
- 『やんぐぷわぁ～』百歳万歳（コラム）
- 『まんま大豆』読者が選ぶ売れ筋大賞（スチール）

### イベント
- 韓国南大門商店街 南大門ライブ
- フジテレビ フジTVマンモスミュージアム
- 日本テレビ24時間テレビ 「愛は地球を救う」
- 東海テレビ祭り
- 愛・地球博